# Живко Живковић (фудбалер)
Живко Живковић (Титово Ужице, 14. април 1989) српски је фудбалски голман.
Живковић је играо на позајмици у Металцу из Горњег Милановца и у Телеоптику, а највећи део своје каријере провео је у Партизану са којим је освојио четири титуле првака Србије и два трофеја у националном купу. Каријеру је од 2016. наставио у Грчкој где је бранио за Ксанти и ПАОК.

## Трофеји
Партизан
- Првенство Србије (4) : 2007/08, 2010/11, 2012/13, 2014/15.
- Куп Србије (2) : 2007/08, 2010/11.

ПАОК
- Првенство Грчке (1) : 2023/24.
- Куп Грчке (1) : 2020/21.